# Бри Олсън
Бри Олсън (на английски: Bree Olson) е артистичен псевдоним на Рейчъл Мари Оберлин (Rachel Marie Oberlin) – бивша американска порнографска актриса и еротичен модел.

## Ранен живот
Родена е на 7 октомври 1986 г. в град Хюстън, щата Тексас, САЩ. Израства в семейство на самотна майка. Когато е на една година заживява във Форт Уейн, Индиана, за да бъдат близо до баба си и дядо си, които са украински имигранти. Там майка ѝ се омъжва. След това семейството се премества в Удбърн, Индиана. Когато Олсън е на девет години се ражда нейната сестра. На 12-годишна възраст тя получава първата си работа – рафиниране на царевица. На 15 г. се запознава с първата си приятелка, с която остава заедно четири години. След като завършва гимназия отива в колеж, където учи предварителна медицина и биология. През втората си година в колежа решава, че иска да направи кариера в индустрията за възрастни.

## Кариера
Започва своята кариера в порнографската индустрията през месец ноември 2006 г., когато е на 20-годишна възраст. Работи за компании като „Пентхаус“, „Плейбой“, „Диджитъл Плейграунд“, „Брейзърс“, „Елегант Ейнджъл“ и др. Става популярна с енергичните си сцени, ентусиазираното си отношение към секса, големите естествени гърди и сцените с анален секс. През август 2007 г. подписва ексклузивен договор с компанията „Адам и Ева“, който продължава до 2010 г.
През 2008 г. получава наградата на AVN за най-добра нова звезда. Същата година е избрана за любимка на месец март на списание „Пентхаус“. През 2009 г. е избрана за момиче на годината на „Twistys“, с което става първата носителка на тази титла. Печели титлата „Мис FreeOnes“ за 2010 г. в конкурса на сайта FreeOnes.com, в който посетителите гласуват за любимия си еротичен модел. Регистрирани са над 800 хиляди гласували. За тази си титла Олсън получава и награда в размер на 10 хиляди долара, от които дарява по 1000 долара на фондация за здравни грижи на работещите в порноиндустрията и на организация за закрила на бездоми животни. Включена е в класацията на списание „Максим“ – Топ 12 жени звезди в порното, известна и като „Мръсната дузина“ (2010).
Водеща е на 29-ата церемония по връчване на AVN наградите заедно със Съни Леоне и комедийния актьор Дейв Атъл, която се състои на 21 януари 2012 г. в Лас Вегас.
Снима фотосесии за еротични списания като „Плейбой“, „Хъслър“, „Клуб“, „Рокстар“, „Хот Видео“ и др.
През 2010 г. Олсън участва в видеоклипа на песента „Zoosk Girl“ на американските рапъри Flo Rida и T-Pain. Тя е една от 15-те порноактриси във видеоклипа на песента „YouPorn“ (2012) на рапъра Брайън Макнайт. През лятото на 2012 г. Бри Олсън записва своя първи музикален сингъл, наречен „Hollywood Douchebag“. Песента е в стил поп, а във видеоклипа ѝ участват редица порноактьори като Алексис Форд, Кати Съмърс, Лея Фалкон и други.

## Личен живот
През февруари 2011 г. във Форт Уейн Олсън е арестувана и обвинена в шофиране след употреба на алкохол, след като управлявания от нея автомобил марка „Lexus“ катастрофира. Според докладите тя не е ранена и никой друг не е замесен в катастрофата.
Олсън има интимна връзка и живее на семейни начала с актьора Чарли Шийн. Заради тази връзка е наричана в медиите „Богинята на Чарли Шийн“. По настояване на Шийн тя не се снима в порнофилми, докато трае връзката им. През април 2011 г. Олсън прекратява отношенията си с Шийн, изпращайки му текстово съобщение по мобилния телефон.

## Награди и номинации
Носителка на награди
- 2007: NightMoves награда за най-добра нова звезда (избор на авторите).[28]
- 2007 Adultcon Top 20 Adult Actresses
- 2008: AVN награда най-добра нова звезда.[8]
- 2008: AVN награда за най-добра анална секс сцена (видео) – съносителка с Брандън Айрън за изпълнението им на сцена във филма „Big Wet Asses 10“.[8]
- 2008: XRCO награда за звездица на годината.[29]
- 2008: XRCO награда за Cream Dream.[29]
- 2008: F.A.M.E. награда за любима жена новобранец.[30]
- 2008: CAVR награда за MVP на годината.[31]
- 2008: Night Moves Adult Entertainment Award – Best Female Performer, Fans' Choice
- 2008: XBIZ награда за нова звезда на годината.[32]
- 2008: Adam Film World награда за звезда на годината.[33]
- 2008: Пентхаус любимка за месец март.[34]
- 2009: AVN награда за най-добра нова уеб звезда.[35]
- 2010: AVN награда за най-добра групова секс сцена само с момичета.[36]
- 2012: Strokers награда на списание „Хъслър“ за порнозвезда на годината.[26]

Номинации
- 2007: Номинация за CAVR награда за звездица на годината.[37]
- 2008: Номинация за AVN награда за най-добра секс сцена само с момичета (видео) – заедно със Саша Грей за изпълнение сцена във видеото „Граници“.[38]
- 2008: Номинация за XBIZ награда за нова звезда на годината.[39]
- 2008: Номинация за AEBN VOD награда за най-добра новачка.[40]
- 2009: Номинация за AVN награда за най-добра актриса – „Roller Dollz“.[41]
- 2009: Номинация за AVN награда за най-добра групова секс сцена – заедно с Ава Роуз, Съни Лейн, Ева Анджелина, Ерик Суайс и Майки Бутдърс за изпълнение на сцена във филма „Roller Dollz“.[41]
- 2009: Twisty's Treat of the Year
- 2009: Номинация за Hot d'Or награда за най-добра американска изпълнителка.[42]
- 2009: Номинация за Hot d'Or награда за най-добра американска актриса.[43]
- 2009: Номинация за XRCO награда за актриса – единично изпълнение.[44]
- 2009: Финалистка за F.A.M.E. награда за любима жена звезда.[45]
- 2009: Финалистка за F.A.M.E. награда за орална звезда.[45]
- 2010: Номинация за AVN награда за най-добра актриса.[46]
- 2010: Номинация за AVN награда за най-добра поддържаща актриса.[46]
- 2010: Номинация за XBIZ награда за жена изпълнител на годината.[47]
- 2010: Финалистка за F.A.M.E. награда за любима жена звезда.[48]
- 2010: Номинация за F.A.M.E. награда за любима орална звезда.[48]
- 2010: Номинация за F.A.M.E. награда за любими гърди.[48]
- 2010: AEBN VOD награда за изпълнител на годината.[49]
- 2011: Номинация за AVN награда за Crossover звезда на годината.[50][51]
- 2011: Номинация за XBIZ награда за жена изпълнител на годината.[52]
- 2011: NightMoves награда за най-добро онлайн присъствие (избор на авторите).[53]
- 2012: XRCO награда за мейнстрийм любимец на медиите.[54]
- 2012: Номинация за NightMoves награда за най-добра звезда в социалните мрежи.[55]
- 2012: Номинация за AVN награда за Crossover звезда на годината.[56]
- 2012: Номинация за AVN награда за най-добра соло секс сцена.[56]

Други признания и отличия
- 2010: Мис FreeOnes.[13]
- 2011: пето място в конкурса Мис FreeOnes.[13]